# Nuevas Filipinas

Nueva España en 1794, con su provincia de Nuevas Filipinas a su noreste, en naranja ligera, al oeste de Luisiana española, en morado

Las Nuevas Filipinas (en español de su época: Nuevas Philipinas) era el nombre abreviado de un territorio nororiental en Nueva España. Su nombre completo era Nuevo Reino de Filipinas.
El territorio fue nombrado en honor de su soberano, el rey Felipe V. La desaparición definitiva de las Nuevas Filipinas como ente legal es simultánea con la extinción de Nueva España en 1821.

## Límites
Esta provincia de Nueva España ocupaba parte del actual de estado estadounidense de Texas, pero su territorio era substancialmente diferente. El territorio constaba de la región al norte del río Medina, el cual está localizado en el centro-sur de la actual Tejas; esto es, las Filipinas Nuevas correspondieron más o menos con el área centro-norte del actual estado. De hecho, el río era la frontera oficial entre Nueva Extremadura y las Nuevas Filipinas. Al poniente, las Nuevas Filipinas limitaban con la Nueva Vizcaya y con Nuevo México (pero cerca de Taos, el cual está ahora cerca de la mitad del actual estado conocido como Nuevo México); al norte, la frontera era el río Arkansas , hasta el área cerca de la actual ciudad de Pueblo (en el presente estado de Colorado); al del sur el límite era con Nuevo Santander y con la Nueva Extremadura antedicha; al este, la frontera fue con consecutivamente con las Luisianas francesa, española, y finalmente con la estadounidense.

### Frontera oriental en disputa
Francia insistía en que su frontera se extendía al oeste y sur hasta el Río Grande, también conocido como Río Bravo (así enteramente negando la existencia de las Nuevas Filipinas); en cambio, España reclamó siempre que su frontera este se prolongaba hasta el río Red. Los franceses fundaron Natchitoches en 1714 del oeste del río Red y los españoles fundaron Los Adaes en 1721, al este del río Sabinas. Informalmente, la frontera se determinó en el Arroyo Hondo, localizado entre dichos poblados francés y español, durante los siguientes 98 años. A partir del Tratado de Adams-Onís, en 1819, la frontera entre Nueva España y Luisiana se mudó 45 millas al oeste, al río Sabinas, y quedó allí hasta la extinción de Nueva España en 1821.

## Orígenes del nombre

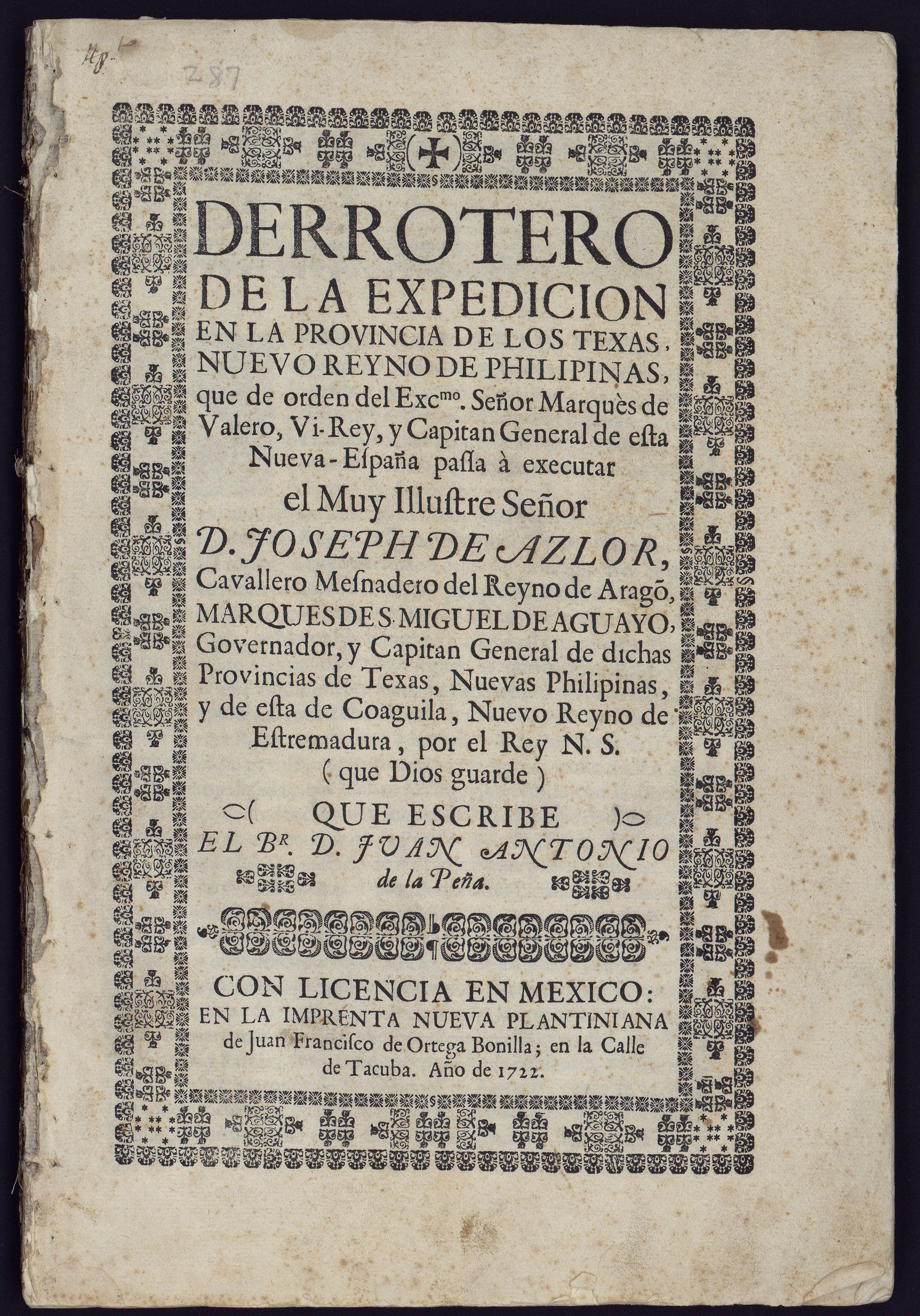
Página de cubierta de la expedición de 1720 a 1722 al "Nuevo Reyno de Philipinas," una crónica por Juan Antonio de la Peña

El nombre fue usado por primera vez por Antonio Margil en julio de 1716, durante su participación en la expedición de Domingo Ramón para impedir la expansión de la Luisiana francesa a territorios de la Corona española. Alguna fuente dice, empero, que ha sido Ramón mismo quien lo uso primero, seguido por Margil en su referida carta de julio. La siguiente aparición aún sobreviviente del nombre es una carta escrita por Isidro de Espinosa en febrero de 1718.
El nombre apareció por vez primera en un documento oficial en 1718, en una carta dirigida a Martín de Alarcón. Una carta de órdenes para Alarcon del 11 de marzo de 1718, durante una expedición de refuerzos, hace referencia a "Nuevas Filipinas", diferenciando las Filipinas Nuevas de la provincia de Coahuila y Extremadura Nueva. En un informe de sus servicios al gobierno español, Alarcón se refiere a sí mismo como "gobernador y capitán de lugarteniente general de la Provincia de los Texas y Nuevas Filipinas." Alarcón firmó el documento de fundación de la misión de San Antonio de Valero, datándolo 1 de mayo de 1718, en su capacidad como "Sargento mayor general de las Provincias del Reino de las Filipinas Nuevas." Mucho más tarde, la misión sería fortificada y devinió en el sitio de la Batalla del Álamo en 1836.

## Uso del nombre en monografías y crónicas
Juan Antonio de la Peña, un participante en la expedición del José Azlor y Virto de Vera, Marqués de San Miguel de Aguayo, escribió "Derrotero de la expedición en la provincia de los Texas, Nuevo Reyno de Philipinas" y lo imprimió en México en 1722.
Pedro de Rivera y Villalón, un brigadier general, describió el "Reino de Nuevas Philipinas," el cual inventarió durante su misión al norte de Nueva España Nueva durante 1724-1728, en su libro Diario y derrotero de lo caminado de 1736.
El monje español-irlandés Juan Agustín Morfi escribió en 1779 la Relación geográfica e histórica de la provincia de Texas o Nuevas Filipinas. Su libro fue traducido a inglés y publicado en 1935 por Carlos Castañeda bajo el título "History of Texas: 1673-1779. By fray Juan Agustin Morfi. Missionary, Teacher, Historian". Morfi es considerado el cronista más importante e historiador de las Nuevas Filipinas Nuevas.

## Extinción
Siguiendo la muerte de rey Felipe en 1746, por siglos, ningún otro rey ostentó su nombre. El nombre progresivamente cayó en desuso, y alrededor de un siglo más tarde, a principios del siglo XIX, pocos documentos legales hacen referencia a las Nuevas Filipinas, y aquellos son mayoritariamente cesiones de tierras.
Con el fin de la Nueva España y la creación del Imperio mexicano en 1821, el nombre legal único para el territorio de las Filipinas Nuevas devino Provincia de Texas, la cual unos años más tarde se volvió parte del estado mexicano de Coahuila y Texas.